# ایوان لوئنگو
ایوان لوئنگو (اسپانیایی: Iván Luengo‎؛ زادهٔ ۳ ژوئن ۲۰۰۳) بازیگر اهل اسپانیا است. وی از سال ۲۰۰۸ میلادی تاکنون مشغول فعالیت بوده‌است.
از فیلم‌ها یا برنامه‌های تلویزیونی که وی در آن نقش داشته‌است، می‌توان به سه قدم بالاتر از بهشت و برف سیاه اشاره کرد.